# NGC 3981
NGC 3981 (również PGC 37496 lub UGCA 255) – galaktyka spiralna z poprzeczką (SBbc), znajdująca się w gwiazdozbiorze Pucharu. Została odkryta 7 lutego 1785 roku przez Williama Herschela.
NGC 3981 należy do grupy galaktyk NGC 4038 i znajduje się w odległości około 65 milionów lat świetlnych od Ziemi.